# Алексеев, Александр Николаевич (генерал)
Александр Николаевич Алексе́ев (15 сентября 1902, Москва, Российская Империя — 21 апреля 1970, СССР) — советский военачальник, генерал-майор авиации (04.02.1944). Участник советско-финляндской и Великой Отечественной войн.

## Биография
Родился в 1902 году в Москве.
В РККА с ноября 1922 года.
С июня 1929 по январь 1930 года, в качестве летнаба 6-го отдельного авиаотряда участвовал в Конфликте на Китайско-Восточной железной дороге.
С ноября 1939 по март 1940 года, начальником разведотдела штаба ВВС 7-й армии участвует в советско-финляндской войне, за отличия в которой награждён орденом Красной Звезды.
В 1940 году принят в члены ВКП(б).
В Великой Отечественной войне полковник Алексеев принимает участие с первых дней, на должности начальника штаба 5-й смешанной авиационная дивизии.
С марта 1942 года — начальник оперативного отдела штаба, а затем начальник штаба ВВС Ленинградского фронта.
С ноября 1942 года — начальник штаба 13-й воздушной армии Ленинградского фронта.
С 11 июля 1944 года и до конца войны — начальник штаба 4-й воздушной армии 2-го Белорусского фронта.
Службу окончил в 1958 году в должности заместителя начальника кафедры ОМП Военной академии Генерального штаба Вооружённых Сил СССР.
Погиб в 1970 году.

## Награды
- орден Ленина (06.11.1947)[3]
- два ордена Красного Знамени (19.05.1943, 03.11.1944[3], 20.04.1953[3])
- орден Кутузова I степени (10.04.1945)
- орден Богдана Хмельницкого I степени (29.05.1945)
- орден Суворова II степени (23.02.1945)
- орден Кутузова II степени (21.02.1944)
- два ордена Красной звезды (28.04.1940, 26.02.1942)
  - Медали СССР в.т.ч.:
  - «За оборону Ленинграда»
  - «За Победу над Германией в Великой Отечественной войне 1941—1945 гг.»
  - «За взятие Кенигсберга»

Приказы (благодарности) Верховного Главнокомандующего в которых отмечен Алексеев А. Н.
- За овладение штурмом городом Пшасныш (Прасныш), городом и крепостью Модлин (Новогеоргиевск) — важными узлами коммуникаций и опорными пунктами обороны немцев. 18 января 1945 года. № 226.
- За овладение городами Млава и Дзялдово (Зольдау) — важными узлами коммуникаций и опорными пунктами обороны немцев на подступах к южной границе Восточной Пруссии и городом Плоньск — крупным узлом коммуникаций и опорным пунктом обороны немцев на правом берегу Вислы. 19 января 1945 года. № 232.
- За прорыв сильно укрепленной оборону немцев на южной границе Восточной Пруссии, вторглись в её пределы и овладение городами Найденбург, Танненберг, Едвабно и Аллендорф — важными опорными пунктами обороны немцев. 21 января 1945 года. № 239.
- За овладение городами Восточной Пруссии Остероде и Дейч-Эйлау — важными узлами коммуникаций и сильными опорными пунктами обороны немцев. 22 января 1945 года. № 244.
- За овладение городами Руммельсбург и Поллнов — важными узлами коммуникаций и сильными опорными пунктами обороны немцев в Померании. 3 марта 1945 года. № 287.
- За выход на побережье Балтийского моря и овладение городом Кёзлин — важным узлом коммуникаций и мощным опорным пунктом обороны немцев на путях из Данцига в Штеттин. 4 марта 1945 года. № 289.
- За овладение важными опорными пунктами обороны немцев на подступах к Данцигу и Гдыне — городами Тчев (Диршау), Вейхерово (Нойштадт) и выход на побережье Данцигской бухты севернее Гдыни, с занятием города Пуцк (Путциг). 12 марта 1945 года. № 299.
- За овладение штурмом городом Гдыня — важной военно-морской базой и крупным портом на Балтийском море. 28 марта 1945 года. № 313.
- За овладение городом и крепостью Гданьск (Данциг) — важнейшим портом и первоклассной военно-морской базой немцев на Балтийском море. 30 марта 1945 года. № 319.
- За форсирование восточного и западного Одера южнее Штеттина, прорыв сильно укрепленную оборону немцев на западном берегу Одера и овладение главным городом Померании и крупным морским портом Штеттин, а также занятие городов Гартц, Пенкун, Казеков, Шведт. 26 апреля 1945 года. № 344.
- За овладение городами Пренцлау, Ангермюнде — важными опорными пунктами обороны немцев в Западной Померании. 27 апреля 1945 года. № 348.
- За овладение городами и важными узлами дорог Анклам, Фридланд, Нойбранденбург, Лихен и вступили на территорию провинции Мекленбург. 29 апреля 1945 года. № 351.
- За овладение городами Грайфсвальд, Трептов, Нойштрелитц, Фюрстенберг, Гранзее — важными узлами дорог в северо-западной части Померании и в Мекленбурге. 30 апреля 1945 года. № 352.
- За овладение городами Штральзунд, Гриммен, Деммин, Мальхин, Варен, Везенберг — важными узлами дорог и сильными опорными пунктами обороны немцев. 1 мая 1945 года. № 354.
- За овладение городами Росток, Варнемюнде — крупными портами и важными военно-морскими базами немцев на Балтийском море, а также заняли города Рибнитц, Марлов, Лааге, Тетерев, Миров. 2 мая 1945 года. № 358.
- За овладение городами Барт, Бад-Доберан, Нойбуков, Варин, Виттенберге и за соединение на линии Висмар, Виттенберге с союзными нам английскими войсками. 3 мая 1945 года. № 360.
- За овладение городом Свинемюнде — крупным портом и военно-морской базой немцев на Балтийском море. 5 мая 1945 года. № 362.
- За форсирование пролива Штральзундерфарвассер, захват на острове Рюген городов Берген, Гарц, Путбус, Засснитц и полное овладение островом Рюген. 6 мая 1945 года. № 363.